# Turku Air
Turku Air — колишня невелика фінська авіакомпанія, яка також надає послуги авіатаксі. Заснована у 1974 році. Флот компанії складається з 12-ти Piper PA-31. Авіакомпанія виконує регулярні рейси з міста Турку до Марієхамну. Крім цього компанія надає цілодобові послуги з перевезення пасажирів та вантажів. Припинила діяльність 6 липня 2016.